# Orthopterum
Genre
Classification phylogénétique
Orthopterum L.Bolus est un genre de plante de la famille des Aizoaceae.
Orthopterum L.Bolus, in S. African Gard. 17: 281 (1927)
Type : Orthopterum waltoniae L.Bolus

## Liste des espèces
- Orthopterum coeganum L.Bolus
- Orthopterum waltoniae L.Bolus